# Bruce Nozick
Bruce Nozick is een Amerikaans acteur.

## Carrière
Nozick begon in 1979 met acteren in de film The Wanderers, waarna hij nog meer dan 110 rollen speelde in films en televisieseries. Hij speelde in onder anderen Path to War (2002), Along Came Polly (2004), Pandemic (2007), God Bless America (2011), Weeds (2011-2012) en The Last Ship (2015).

## Filmografie

### Films
Selectie:
- 2014 Wish I Was Here - als dr. Becker
- 2011 God Bless America - als TMI gast
- 2007 Pandemic - als Mitchell Shepard
- 2004 Along Came Polly - als chef
- 2002 Path to War - als journalist
- 1979 The Wanderers - als Dushie

### Televisieseries
Uitgezonderd eenmalige gastrollen.
- 2021 Partners in Rhyme - als Jerry - 6 afl.
- 2015 The Last Ship - als dr. Milowsky - 9 afl.
- 2011-2012 Weeds - als Whit Tillerman - 13 afl.
- 2010 Gigantic - als vader van Vanessa King - 2 afl.
- 2010 The Young and the Restless - als Bruce - 2 afl.
- 2007-2008 Big Shots - als Ed Decker - 2 afl.
- 2007 Shark - als Kevin Gage - 2 afl.
- 2003-2004 24 - als divisie agent - 3 afl.
- 1996-1999 Pacific Blue - als Burbin - 3 afl.
- 1998-1999 Ally McBeal - als advocaat - 2 afl.
- 1995-1996 ER - als Craig Simon - 2 afl.
- 1995 The Commish - als Alan - 2 afl.
- 1994 NYPD Blue - als rechercheur Jimmy Abruzzo - 2 afl.

### Computerspellen
- 2024 Alone in the Dark - als dr. Gray
- 2019 Rage 2 - als diverse stemmen
- 2018 Fallout 76 - als Eyebot / Billy Braxton / Chirs Fatur
- 2015 Fallout 4 - als Pete Owens
- 2012 Dishonored - als burgerwacht / huurmoordenaar
- 2011 L.A. Noire - als Lenny Finkelstein
- 2004 Halo 2 - als Jim James
- 1996 Zork: Nemesis - als Nemesis